# Аеротенк

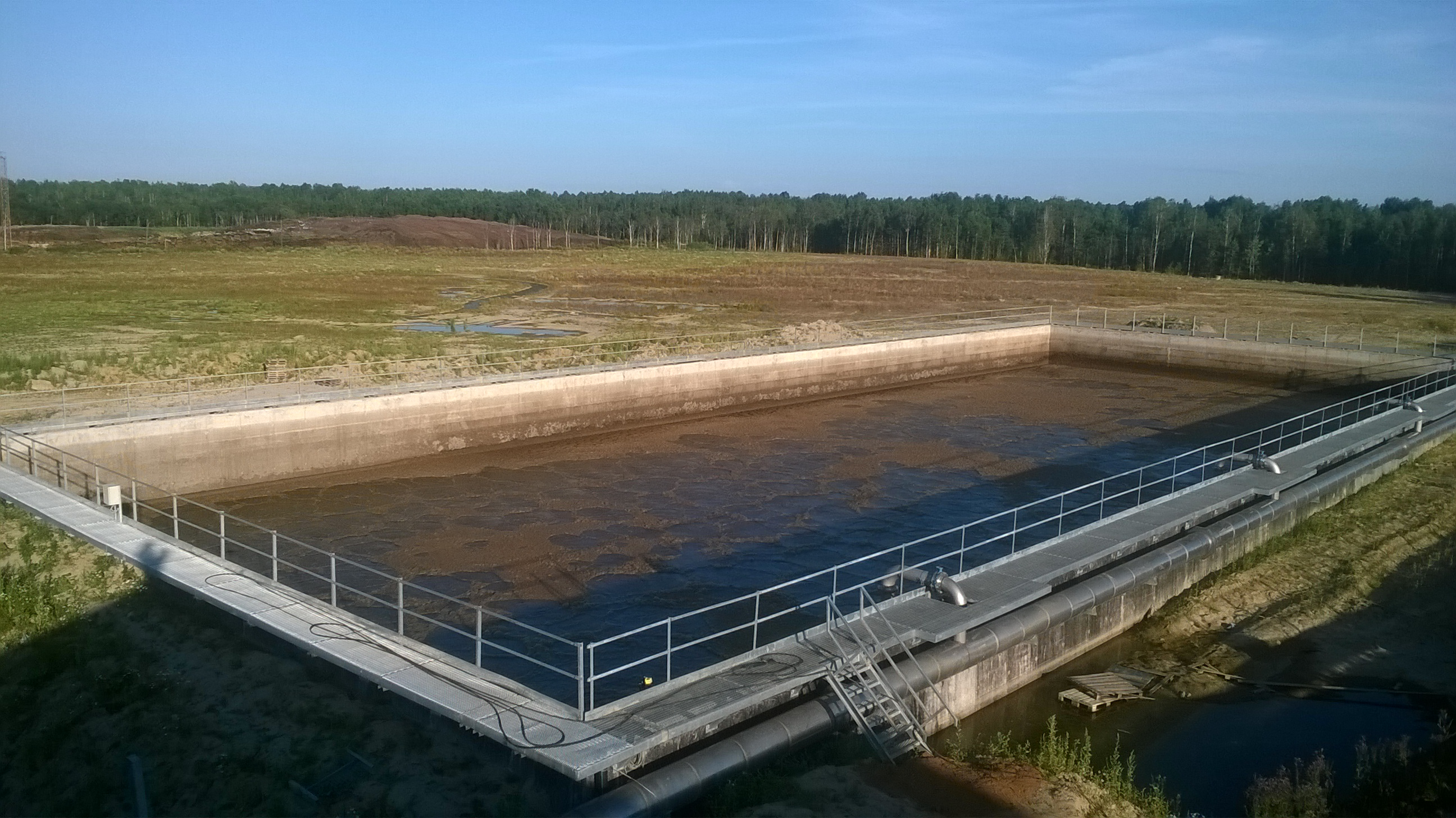
Аеротенк

Аероте́нк, аеротанк (дав.-гр. ἀήρ — «повітря» і англ. tank — «бак») — споруда для штучного біологічного очищення стічних вод за допомогою активного мулу (бактерії-мінералізатори та інші нижчі організми) і продування повітрям (аерації).
Аеротенк являє собою бетонний проточний басейн глибиною 3—5 м, шириною 3—12 м і довжиною до 150 м. Повітря, що подається через закладені в дні аеротенка пористі пластинки (фільтроси), перемішує попередньо відстояну суміш стічної рідини й активного мулу, постачаючи кисень, потрібний для життєдіяльності бактерій, та окислюючи органічні забруднення. Активний мул випадає у вторинних відстійниках, звідки знову перекачується в аеротенк, а його приріст (завислі речовини) скидається для обробки (бродіння) з осадом первинних відстійників. Час перебування стічної рідини в аеротенку 6—12 годин.